# 高琛 (1963年)
高琛（1963年11月—），辽宁义县人，汉族，中国共产党党员。中华人民共和国政治人物、第十三届全国人民代表大会辽宁省代表。

## 生平
2018年，高琛被选为辽宁省出席第十三届全国人民代表大会代表。